# Creoleon mashunus
Creoleon mashunus är en insektsart som först beskrevs av Louis Albert Péringuey 1910.  Creoleon mashunus ingår i släktet Creoleon och familjen myrlejonsländor. Inga underarter finns listade i Catalogue of Life.